# 帕拉斯-于莱斯山国家公园
帕拉斯-于莱斯山国家公园（芬蘭語：Pallas-Yllästunturin kansallispuisto）是芬蘭第三大国家公园，面积为1,020平方公里。该国家公园位于拉普兰西部的埃农泰基厄、基蒂莱、科拉里、穆奥尼奥四个市镇内。帕拉斯-于莱斯山国家公园的景观主要是由100公里长的高地丘陵和北方针叶林组成。帕拉斯-于莱斯山国家公园是芬兰访客数量最多的国家公园。2019年访客数量为561,200人次。
国家公园受欢迎的原因有很多。根据游客调查，帕拉斯-于莱斯山国家公园的游客特别满意该地区的风景、大规模的徒步远足及滑雪路径网络，以及它的整洁度与安全性。帕拉斯山景观还被评选为芬兰国家景观之一。

## 历史
1910年首次提出了在芬兰建立国家公园的想法。当时，森林保护委员会在其报告中提出了在帕拉斯山和位于佩尔科森涅米市镇的皮海山（Pyhätunturi）建立国家公园的提议。芬兰植物学家卡洛·林科拉为在帕拉斯山区建立国家公园做出了重要贡献。
1928年，议会批准了关于在帕拉斯-欧纳斯山区建立一个自然保护区的提议，最后，在1938年经过了多次分析报告和提案之后，芬兰终于建立了首批国家公园。 帕拉斯-欧纳斯山国家公园就是其中之一。
帕拉斯-于莱斯山国家公园的旅游历史可以追溯到1930年代，当时在欧纳斯山的皮海峰和帕拉斯山组织了滑雪培训课程。同时于莱斯山附近的埃凯斯隆波洛村（Äkäslompolo）的旅游业也开始发展。
现今名字的帕拉斯-于莱斯山国家公园成立于2005年。新公园合并了原帕拉斯-欧纳斯山国家公园、于莱斯-阿凯努斯自然保护区和附近属于其它诸如原始森林和湿地保护项目的区域。新的国家公园面积为1022平方公里。
于莱斯山的最高峰和那里的滑雪场不属于国家公园的地界，但位于帕拉斯山劳库峰的滑雪场则属于国家公园范畴之内。

## 地理和自然
帕拉斯-于莱斯山国家公园的景观以山脉为主，这些山脉是该地区原始褶皱山脉的遗迹。现今的圆形山丘是褶皱山脉被磨削后的底部。国家公园的最高点是帕拉斯山的泰瓦斯峰（Taivaskero），海拔809米。其他峰顶为皮海峰（Pyhäkero）、卢米峰（Lumikero）、劳库峰（Laukukero）和帕尔卡斯峰（Palkaskero）等。
帕拉斯-于莱斯山国家公园的自然多样且富有变化。该地区有多种自然风貌：沼泽地、北方针叶林、原始森林，开阔的圆形山和野草丰富的树林。

### 植被和水域
国家公园植物丰富。该地区的树木种类特别丰富，松树木、云杉树木和拉普兰小桦树木。山区植物以各种低生长植物为主，如矮桦树、岩梅、北极果和岩高兰。树林里小溪流水潺潺，茂密的枝叶丛里植物包括拉普兰红醋栗、荚果蕨、欧白芷和欧亚瑞香。在针叶林中常见的亚灌木植物种类有蓝莓和越桔。潮湿的原始森林生长老鹳草和山茱萸以及许多稀有的苔藓类和真菌类物种。
除了丘陵和针叶林, 沼泽湿地也是帕拉斯-于莱斯山国家公园的典型景观。许多湿地植物，像杜香、白毛羊胡子草、云莓和笃斯越橘, 成长在沼泽中。稀有的兰科植物种类生长在有钙质的土壤地区。
国家公园中有湖泊、池塘和小溪。公园中最大的湖泊是帕拉斯湖，位于帕拉斯山区自然中心的东南部。
国家公园里发现的大型哺乳动物有驯鹿和驼鹿。驯鹿在夏季特别喜欢居住在高山和沼泽。常见的哺乳动物也包括野兔、狐狸、松貂、挪威旅鼠，与其它不同的田鼠类和松鼠。芬兰大型野兽熊和山猫则长期生活在帕拉斯-于莱斯山国家公园。
在帕拉斯-于莱斯山国家公园，北部和南部鸟类们在此相遇。北部鸟类有岩雷鸟、柳雷鸟与小嘴鸻。繁茂针叶树林适合南部鸟类，比如乌鸫和各种林柳莺。森林中也会有山雀鸟类、北噪鸦和松雀出现。田鼠多的时候，该地区同时也发现了更多的猫头鹰和鹰。白喉河乌鸟则活动小溪与陆地之间，即使在冬天，它们也会潜入流淌的河水溪流中。在国家公园内发现的其它鸟类也包括蓝点颏、林鹬鸟、黄鹡鸰、流苏鹬和鹤鹬鸟。

### 天气和自然现象
帕拉斯-于莱斯山国家公园位于北极圈以北，因此具有典型的天气和与季节变化相关的自然现象。冬季里十二月至一月，降雪，最低温度-30，同时伴随霜冻极夜。在晚间深夜时分，可以从无云的天空中观察天体和北极光芒。
三月至四月之间，国家公园的积雪量最高，那时山脉和森林的积雪最高超过一米。冬季后期，白天一天比一天长。春天的时候雪融化了，夏季从六月中旬开始，在六月和七月之间，该区域将被午夜的阳光照亮。仲夏节的夜晚，太阳不会落到地平线以下。
红叶期通常在9月中旬开始，在拉普兰西部山区持续两到三周左右。第一次降雪发生在10月中旬之后，但在夏季中偶尔也会出现降雪，特别是在帕拉斯-欧纳斯山区。

## 可持续性
帕拉斯-于莱斯山国家公园2013-2018和2019-2020年获得欧洲宪章证书。该证书由欧盟保护区联合会EUROPARC颁发。
芬兰的所有国家公园都遵循无垃圾远足的原则。无垃圾远足的目标是让旅行者将垃圾自觉带走，并将其运送到服务生态环保回收站。这也是为了减少垃圾对大自然环境的破坏。
为做到环保垃圾分类，帕拉斯山、高地拉普兰和于莱斯山游客自然中心设有纸张、纸板、玻璃、金属和电池的回收站。生物垃圾可以通过环保生态的厕所中进化处理为可燃生物，并可以在篝火现场燃烧少量可燃烧的垃圾。
在帕拉斯-于莱斯山国家公园里空气纯度是由芬兰气象研究所的桑马尔山测量站测量的。根据世界卫生组织公告，位于桑马尔山的站点是测量世界上最干净的空气的地方之一。那里的可吸入颗粒物浓度低于4μg/ m3.

## 自然中心
帕拉斯-于莱斯山国家公园有三个自然中心：于莱斯山的凯洛卡斯自然中心，帕拉斯山自然中心和海塔村的高地拉普兰自然中心。自然中心的客户顾问介绍有关国家公园河远足的机会的信息。自然中心中的展览“我们的生活”（Meän elämää）、“从森林到秃顶山”（Metsästä paljakalle）、“旅行者”（{Lang|fi|Vuovjjusš - Kulkijat}}）展示了该地区的自然与文化。在游客中心还可以观看电影和艺术展览。此外，游客还可以购买与自然相关的产品。

## 公园徒步旅行线路
国家公园内有数十条远足路线和滑雪道路，适合不同程度的远足。沿着小路，可以通过多种方式欣赏到国家公园的自然风光。有一些步行道路延申至丘陵的山顶，可以看到该地区的森林和沼泽（湿地）大自然的更多风景。
在国家公园可以进行锻炼健身、散步、骑山地自行车、划独木舟、滑雪和雪地鞋行走等项目。多种多样的远足路线提供不同长度的一日游项目及距离更长的远足徒步路线。来帕拉斯-于莱斯山国家公园，参加一日游徒步旅行者也有机会攀登丘陵。受欢迎的一日游包括皮海峰一日游（Pyhäkeron päiväretki）、塔伊瓦斯凯罗山环线（Taivaskeron kierros）、皮鲁峡谷进阶游（Pirunkurun ponnistus）、瓦尔考斯峡谷徒步路线（Varkaankurun polku）、凯桑基湖环线（Kesänkijärven kierros）和托米峡谷环线（Tuomikurun kierros）。
大多数路线是环形路线，并且所有路线上都会设有休息区。休息设施为游牧毡房、帐篷、篝火场现场以及公共木屋和预定木屋。国家公园有340公里标记着夏季远足的线路。此外，国家公园附近还有大约200公里的夏季远足路线。除少数路线以外，大部分夏季远足线路上允许山地自行车骑行。此外还有超过500公里的滑雪道和超过100公里的冬季远足路线。在冬季远足小路上也可以散步、雪地鞋行走和骑行山地自行车。
国家公园最著名的当属海塔-帕拉斯远足路线，它是芬兰历史最悠久的远足路线。该路线建于1934年。海塔-帕拉斯远足路线长度大约50公里，可以沿任何一个方向远足。这条小路穿过高地和峡谷。远足路线翻越几个高山的顶端。沿途有几处公园管理部门所管理维护的公用木屋以及可供游客租赁预定的小木屋。

## 图片

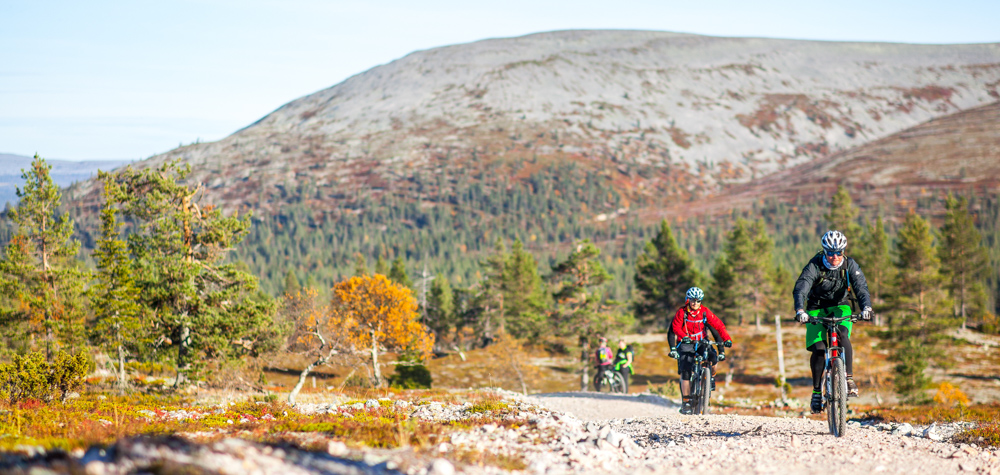
库卡斯山
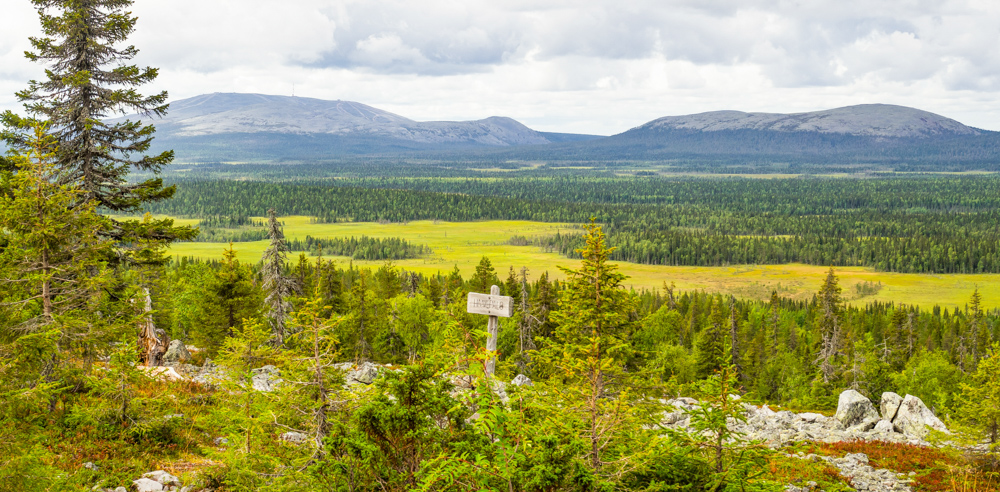
凯桑基山